# Последний поворот (фильм)
«Последний поворот» (фр. Le Dernier Tournant) — фильм французского режиссёра Пьера Шеналя, снятый в 1939 году в жанре нуар. Является первой экранизацией романа Джеймса Кейна «Почтальон всегда звонит дважды» (1934)

## Сюжет
Фрэнк — бродяга, перебивающийся случайными заработками. Он останавливается в небольшом ресторане и знакомится там с супругой хозяина ресторана Корой. Между привлекательной молодой женщиной и сезонным работником возникает любовная связь.
Коре надоело скрывать отношения с Фрэнком и надоел её муж Ник, который намного старше. У любовников возникает план, как убрать мешающего им мужа Коры.

## В ролях
| Актёр          | Роль            |
| -------------- | --------------- |
| Фернан Гравей  | Фрэнк           |
| Коринн Люшер   | Кора Марино     |
| Мишель Симон   | Ник Марино      |
| Марсель Валли  | судья           |
| Робер Ле Виган | кузен-шантажист |
| Серж Надо́      | мотоциклист     |